# افشین بیگ
افشین بیگ (ترکی استانبولی: Afşin Bey) فرمانده ترکمان خراسانی امپراتوری سلجوقی در قرن یازدهم بود. وی به سه سلطان سلجوقی خدمت کرد: چغری بیگ، آلپ ارسلان و ملکشاه. اعتقاد بر این است که او پس از سال ۱۰۷۷ ناپدید شده‌است.

## زندگی
افشین جوان در سال ۱۰۱۶ به خدمت چغری بیگ پیوست و در نبردهایش به او یاری رساند. در سال ۱۰۶۴، وی مسئول حملات سلجوقیان به امپراتوری بیزانس شد. افشین بیگ شهرهای زیادی را فتح کرد که امروز نیز در ترکیه باقی مانده‌اند. وی به دلیل شاهکارهای بزرگ خود، دشمن سرسخت بیزانس شده بود و در نزدیکی حلوان اسیر شد (اگرچه بعداً در ازای دیه آزاد شد). او برای شکست بیزانس در ملطیه با امیر گومشتگین از خاندان دانشمندیان همکاری کرد. در سال ۱۰۶۶، افشین بیگ به کوه‌های نور حمله کرد و در سال ۱۰۶۷ قیصریه و کیلیکیه را تصرف نمود. هم‌پیمان او سلطان آلپ ارسلان از این شاهکارهای نظامی بسیار خوشحال بود. افشین بیگ سپس به سرزمین‌های گرجستان حمله کرد و در سال ۱۰۷۰به همراه سربازانش (۱۰ هزار نفر) ارتش دیگری از بیزانس را شکست داد. در پیچ و تاب ناگهانی حوادث، یک فرمانده سلجوقی برادر افشین را کشت، و افشین انتقام او را گرفت. این حادثه باعث شد که افشین در آناتولی متواری شود ولی پس از گذشت مدتی، با آلپ ارسلان صلح کرد. در سال ۱۰۷۱، افشین بیگ به عنوان فرمانده سلجوقی در نبرد ملازگرد شرکت نمود. در سال ۱۰۷۷، ملکشاه چندین فرمانده از جمله افشین بیگ را به سمت فرماندهی برادرش تتش منصوب کرد و افشین برای درهم شکستن شورش‌ها به حلب اعزام شد. با این حال، با بروز اختلافات، افشین ناپدید شد.